# JS Bordj Ménaïel
Der JS Bordj Ménaïel (Jeunesse sportive de Bordj Menaïel / JSBM) ist ein algerischer Fußballverein aus Bordj Menaïel. Er trägt seine Heimspiele im Stade Salah Takjrad aus.
Der Verein wurde 1932 gegründet und spielte in den 80er und 90er Jahren in der Ligue Professionnelle 1 (Algerien) mit. 1994 wurde die Vize-Meisterschaft hinter dem Überraschungsteam US Chaouia gewonnen. Mit dem Erfolg konnte man sich erstmals für die afrikanischen Wettbewerbe qualifizieren, wo der Verein in der zweiten Spielrunde am tunesischen Vertreter Étoile Sportive du Sahel scheiterte. 1987 gelang das Erreichen des Algerian Cup, wo JSBM dem USM El Harrach unterlag. Aktuell spielt der Verein in der Ligue Regional d´Alger.

## Statistik in den CAF-Wettbewerben
| Wettbewerb   | Runde    | Gegner                   | Hinspiel | Rückspiel |  |
| ------------ | -------- | ------------------------ | -------- | --------- |  |
|              |          |                          |          |           |  |
| CAF Cup 1995 | 1. Runde | USFA Ouagadougou         | 5:1 (H)  | 1:2 (A)   |  |
|              | 2. Runde | Étoile Sportive du Sahel | 3:1 (H)  | 0:2 (A)   |  |